# Phaeophilacris similis
Phaeophilacris similis är en insektsart som beskrevs av Lucien Chopard 1969. Phaeophilacris similis ingår i släktet Phaeophilacris och familjen syrsor. Inga underarter finns listade i Catalogue of Life.